# Richard Seidl

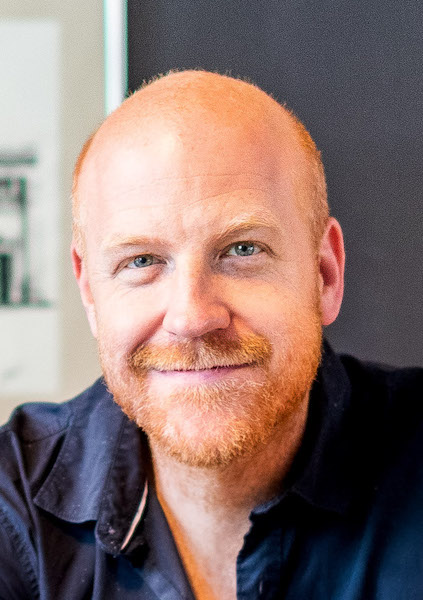
Richard Seidl

Richard Seidl (* 26. Februar 1980 in Wien) ist ein österreichischer Fachbuchautor, Berater, Vortragsredner und Coach. Er ist Autor mehrerer Artikel und Fachbücher zum Thema Softwaretest, Testautomatisierung und Agiles Testen.
Er berät Unternehmen in den Bereichen Softwarequalität, agile Methoden und Potentialentfaltung.

## Leben
Richard Seidl absolvierte 1999 seine Ausbildung am Technologischen Gewerbemuseum Wien in der Abteilung Nachrichtentechnik und Elektronik. 1999 bis 2004 war er Software-Entwickler, Requirementsengineer und Tester. Seit 2005 ist er Berater und Coach für Softwarequalität und agile Methoden. Er lebt in Essen, Deutschland.

## Auszeichnungen
- 2025 Deutscher Preis für Software-Qualität (DPSQ)[4]

## Bücher
- Richard Seidl, Harry Sneed, Manfred Baumgartner: Software in Zahlen. Die Vermessung von Applikationen. 2. Auflage. Hanser, München 2024, ISBN 978-3-446-47687-5 (356 S.).
- Richard Seidl, Harry Sneed, Manfred Baumgartner: Der Systemtest. Von den Anforderungen zum Qualitätsnachweis. 3. Auflage. Hanser, München 2011, ISBN 978-3-446-42692-4 (308 S.).
- Richard Seidl, Mario Winter, Mohsen Ekssir-Monfared, Harry M. Sneed, Lars Borner: Der Integrationstest. Von Entwurf und Architektur zur Komponenten- und Systemintegration. Hanser, München 2012, ISBN 978-3-446-42564-4 (394 S.).
- Helga Merkelbach, Richard Seidl: Kamtschatka – Abenteuer eingeplant. 1. Auflage. Books on demand, 2012, ISBN 978-3-8482-2748-8.
- Richard Seidl, Harry Sneed: Softwareevolution. Erhaltung und Fortschreibung bestehender Softwaresysteme. dpunkt.verlag, Heidelberg 2013, ISBN 978-3-86490-041-9 (283 S.).
- Richard Seidl, Manfred Baumgartner, Martin Klonk, Helmut Pichler, Siegfried Tanczos: Agile Testing – Der agile Weg zur Qualität. 3. Auflage. Hanser, München 2023, ISBN 978-3-446-47767-4 (247 S.).
- Richard Seidl, Manfred Baumgartner, Stefan Gwihs, Thomas Steirer, Marc-Florian Wendland: Basiswissen Testautomatisierung – Aus- und Weiterbildung zum ISTQB® Advanced Level Specialist – Certified Test Automation Engineer. 3. Auflage. dpunkt.verlag, Heidelberg 2021, ISBN 978-3-86490-675-6 (398 S.).

- Richard Seidl, Manfred Baumgartner, Martin Klonk, Christian Mastnak, Helmut Pichler, Siegfried Tanczos: Agile Testing - The Agile Way to Quality. 1. Auflage. Springer, 2021, ISBN 978-3-03073208-0 (englisch, 284 S.).
- Richard Seidl, Manfred Baumgartner, Thomas Steirer, Marc-Florian Wendland, Stefan Gwihs, Julian Hartner: Test Automation Fundamentals. 1. Auflage. dpunkt.verlag, 2022, ISBN 978-3-86490-931-3 (englisch, 330 S.).